# David Salom
David Salom Fuentes (Palma, 16 oktober 1984) is een Spaans motorcoureur. Hij is de neef van Luis Salom, die eveneens motorcoureur was.

## Carrière
Salom nam tussen 1999 en 2001 deel aan de 125 cc-klasse van het Spaans kampioenschap wegrace, waarin hij achtereenvolgens op de plaatsen 25, 30 en 24 in het klassement eindigde. In het daaropvolgende seizoen stapte hij over naar het Spaans kampioenschap Supersport, waarin hij in de drie seizoenen die volgden op plaats 24, 20 en 7 eindigde. In 2005 behaalde hij zijn eerste zege in de klasse en werd hij vierde in het kampioenschap. In 2006 won hij twee races en werd hij gekroond tot kampioen in de klasse.
In 2007 debuteerde Salom in het wereldkampioenschap Supersport op een Yamaha. Zijn beste resultaat was een vijfde plaats op Assen en hij eindigde met 34 punten op plaats 21 in het kampioenschap. In 2008 was een achtste plaats op Losail zijn beste klassering en eindigde hij met 9 punten op plaats 29 in het klassement. In 2009 maakte hij de overstap naar het wereldkampioenschap superbike, waarin hij op een Kawasaki reed. Hij kende een zwaar jaar waarin hij enkel tegen het eind van het jaar pas begon te scoren, met een dertiende plaats op Portimão als beste resultaat. Met 5 punten eindigde hij op plaats 36 in de rangschikking.
In 2010 keerde Salom terug naar het WK Supersport, en kwam hierin ditmaal op een Triumph uit. Hij eindigde in de top 10 in alle races die hij finishte, met twee vierde plaatsen op Phillip Island en Valencia als hoogste klasseringen. Met 99 punten werd hij zesde in de eindstand. In 2011 stapte hij binnen de klasse over naar een Kawasaki. Hierop behaalde hij zijn eerste podiumfinish op Aragón. Ook op Silverstone en Portimão behaalde hij podiumplaatsen. Met 156 punten werd hij achter Chaz Davies tweede in het kampioenschap.
In 2012 keerde Salom terug in het WK superbike en reed hierin opnieuw op een Kawasaki. Hij behaalde zijn beste resultaat met een tiende plaats in Moskou. Met 22 punten eindigde hij op plaats 21 in de rangschikking. Dat jaar maakte hij tevens zijn MotoGP-debuut op een BQR als vervanger van de geblesseerde Iván Silva in de Grands Prix van San Marino en Aragón. In zijn eerste race behaalde hij een kampioenschapspunt met een vijftiende plaats, maar in de tweede race wist hij de finish niet te halen.
In 2013 keerde Salom terug in het WK Supersport op een Kawasaki, waarin hij aan zes van de dertien races deelnam. Een vijfde plaats in de seizoensopener op 2013 was zijn beste resultaat en hij werd met 30 punten achttiende in de eindstand. Ook reed hij dat jaar in twee raceweekenden van het WK superbike bij het fabrieksteam van Kawasaki op Laguna Seca en Magny-Cours als vervanger van de geblesseerde Loris Baz. Een negende plaats in de tweede race op Laguna Seca was zijn beste klassering en hij eindigde met 22 punten op plaats 21 in het klassement.
In 2014 reed Salom wederom in het WK superbike op een Kawasaki. Hij behaalde zijn beste resultaat met een achtste plaats op Laguna Seca, waardoor hij met 103 punten als twaalfde eindigde. Dat jaar kwam hij ook in aanmerking voor de nieuwe EVO-klasse, waarin hij kampioen werd. 2015 was zijn laatste seizoen als coureur, die hij doorbracht in het WK superbike. Een zesde plaats op Aragón was zijn beste resultaat en hij werd met 83 punten veertiende in de eindstand.
Tijdens zijn racecarrière had Salom ook een eigen motorsportteam opgericht met de naam DS Racing. Dit team heeft deelgenomen aan onder meer het wereldkampioenschap Supersport en het Supersport 300 World Championship. In deze laatste klasse werd het team in 2018 kampioen met Ana Carrasco als coureur.